# Henri Brémond
Henri Bremond (Aix-en-Provence, 31 luglio 1865 – Arthez-d'Asson, 17 agosto 1933) è stato uno storico e critico letterario francese, membro dell'Académie française e gesuita dal 1882 al 1904.

## Biografia
Figlio di un notaio, e fratello di quattro maschi, Émile, Henri, Jean et André, e di una femmina, Marguerite, seguì il suo percorso di studi presso il collegio del Sacro Cuore sotto la guida di Charles Maurras, con il quale negli anni a seguire romperà improvvisamente il rapporto di stima.
Il padre gesuita Pralon ebbe, invece, un'influenza duratura su di lui.
All'età di 17 anni decise di entrare nella Compagnia di Gesù, allo stesso modo dei due suoi fratelli Jean et André.
Svolse il noviziato in Inghilterra, nel Devonshire e quindi si interessò alla letteratura inglese grazie agli studi di filosofia dal 1882 al 1888.
Dopo una permanenza dapprima a Moulins, poi a Saint-Étienne e a Villefranche-sur-Saône, venne ordinato prete l'8 settembre 1892, e due anni dopo iniziò la collaborazione con la rivista gesuita Études, della quale assunse la direzione negli anni che vanno dal 1900 al 1903, e con la quale si distinse per una serie di articoli di psicologia religiosa e di letteratura. Rivelò sin dai suoi primi scritti alcune doti che lo resero uno degli eredi di Sainte-Beuve, sia per lo stile ed il gusto, sia per la acutezza psicologica, di indagine e la vivacità intellettuale.
Questi furono gli anni di fertili e solide amicizie, come quella con Maurice Barrès, incontrato fortuitamente nel 1900 ad Atene, in occasione di lavori di ristrutturazione del Partenone, oltre a quella con Fogazzaro, con i modernisti irlandesi e con l'anglicano irlandese George Tyrrell, convertito al cattolicesimo e divenuto gesuita, conosciuto il 10 luglio 1901.
Il suo temperamento anticonformista ed inquieto lo spinsero ad abbandonare i gesuiti il 2 febbraio 1904, per proseguire in piena libertà il suo lavoro letterario, pur rimanendo prete secolare.
I suoi contatti con Maurice Blondel e con i modernisti, insospettirono le autorità religiose, che dopo la partecipazione di Brémond ai funerali di Tyrrell, nel 1909 lo sospesero a divinis, anche se dopo pochi mesi revocarono la sanzione.
Henri Brémond studiò lungamente poesie di varie epoche, oltre che il movimento romantico e quello del Simbolismo.
Gia nel 1906 Brémond si mise in evidenza con la Essai de biographie psychologique, riguardante il pensiero del cardinale Newman, interpretato attraverso tracce della filosofia di Blondel: la dottrina del "real assent" ossia la partecipazione più dell'anima che della ragione al creato.
Un'altra delle sue prime opere scritte, intitolata Apologie pour Fénelon, fu dedicata alle tematiche storiche e spirituali, in stretta relazione con il caso Tyrrell e alla sua sospensione, e quindi risultò in qualche modo anche una risposta ai suoi denigratori. Il suo scritto si caratterizzò per una notevole brillantezza e calore dialettico al punto da meritare l'accostamento con le Provinciales pascaliane.
Tutti questi elementi Brémond li trasmise anche nel suo monumentale progetto, ossia la stesura della Histoire littéraire du sentiment religieux en France depuis les guerres de religion jusqu'à nos jours, opera in undici volumi iniziata intorno al 1909, che terminerà solamente con il decesso dell'autore, quando ormai la sua storia della vita, delle opere e del pensiero dei grandi mistici francesi era giunta sino al XVIII secolo.
Il metodo impostato e sviluppato da Brémond risultò innovatore all'epoca, visto che in effetti il risultato ottenuto fu una via di mezzo fra una storia religiosa della letteratura e una storia della religione. Uno dei suoi obiettivi fu l'evidenziazione del sentimento religioso presente nei mistici descritti attraverso i loro scritti letterari. Inoltre il suo naturismo d'origine salesiana che lo indusse ad elaborare l'«umanesimo devoto», gli consentì di ampliare la prospettiva nella quale fino ad allora veniva inserita la religiosità dei grandi mistici.
Di rilevanza furono pure la sua difesa del Romanticismo, nel 1924 con l'opera Pour le romantisme e la sua approvazione, in coppia con Paul Valéry, della "poesia pura" fonte di simbiosi fra stato creativo ed estasi mistica (Prière et poésie, 1926).

## Elenco opere
- L'Inquiétude religieuse. Aubes et lendemains de conversion (1901)
- L'Enfant et la vie (1902)
- Âmes religieuses (1902)
- Le bienheureux Thomas More (1904)
- Étude sur Newman (1905)
- Le Charme d'Athènes et autres essais (1905)
- Gerbet (1907)
- La Littérature religieuse d'avant-hier et d'aujourd'hui (1908)
- La Provence mystique au XVIIe siècle: Antoine Yvan et Madeleine Martin (1908)
- Nicole (1909)
- L'Évolution du clergé anglican (1909)
- Apologie pour Fénelon (1910)
- Sainte Chantal (1912)
- Textes choisis de Bossuet (1913)
- Histoire litteraire du sentiment religieux en France depuis la fin des guerres de religion jusqu'a nos jours (11 vol.) 1916-1933
- Pour le Romantisme (1923)
- Maurice Barrès (1923)
- Les deux musiques de la prose (1924)
- Prière et poésie (1925)
- Le Roman et l'histoire d'une conversion: Ulrich Guttinger et Sainte-Beuve, d'après des correspondances inédites (1925)
- La Poésie pure: Un débat sur la poésie. La poésie et les poètes (1926) (avec Robert de Souza)
- Sainte Catherine d'Alexandrie (1926)
- L'Abbé Tempête, Armand de Rancé, réformateur de la Trappe (1929)
- Introduction à la philosophie de la prière (1929)
- Racine et Valéry (1930)
- Notes sur l'initiation poétique (1930)
- Divertissements devant l'Arche (1930)
- Un Clerc qui n'a pas trahi: Alfred Loisy d'après ses mémoires (1931)
- La Querelle du pur amour au temps de Louis XIII (1932)
- Correspondance (1970) Lettres à Maurice Blondel